# WWE美國冠軍
WWE美國冠軍（英語：WWE United States Championship），是隸屬於世界摔角娛樂的一冠軍項目，它於1975年成立當時國家摔角聯盟（NWA）旗下的推廣聯盟中大西洋冠軍摔角（也就是後來的吉姆·克羅基特促進聯盟及世界冠軍摔角）。WWE美國冠軍是次要冠軍項目，通常在較低等的場合或節目時段中都會有冠軍賽，有時亦會在付費收看節目舉行冠軍賽。

## 歷史

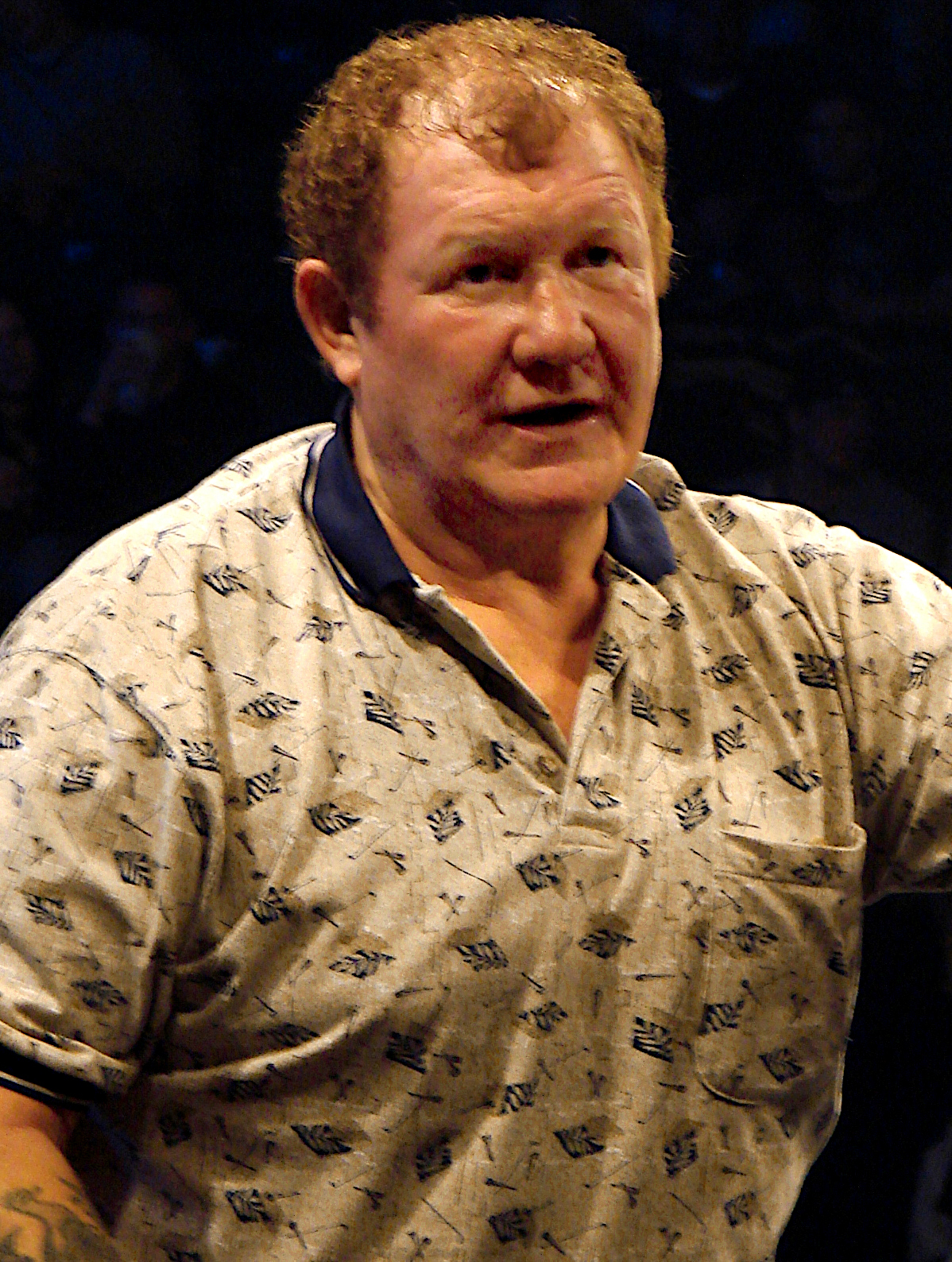
首任WWE美國冠軍哈利·瑞斯

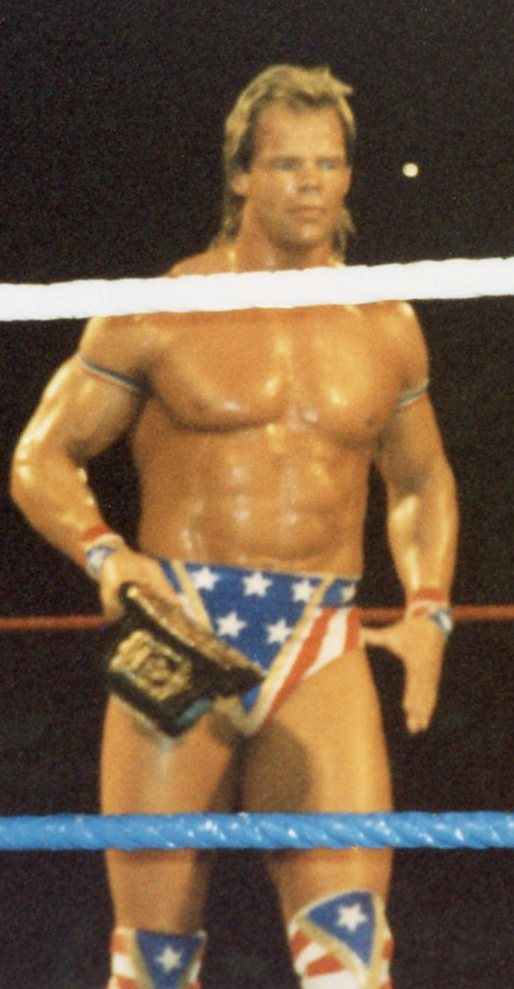
WWE美國冠軍最長連任時間及總計連任最長時間保持人萊克斯·魯格

WWE美國冠軍，原本被稱為NWA美國重量級冠軍，並在由小吉姆·克羅基特營運的中大西洋冠軍摔角做為區域性質的冠軍項目。在1975年的揭幕介紹後，1月1日，哈利·瑞斯成為了首任冠軍。而在不久之後，NWA美國重量級冠軍取代了NWA中大西洋重量級冠軍，成為推廣聯盟中最高等級的單打冠軍項目。然而國家摔角聯盟指承認一個世界重量級冠軍，但是國家摔角聯盟的一些推廣聯盟中，卻沒有承認任何屬於它們獨一無二，無可爭議的美國冠軍。不過不久過後，這個情況就解決了，1981年1月，除了中大西洋冠軍摔角以外的推廣聯盟在舊金山，承認了NWA美國重量級冠軍為它們的美國冠軍。
NWA美國重量級冠軍在中大西洋冠軍摔角仍是最重要的冠軍項目，直到1986年，小吉姆·克羅基特取得了NWA世界重量級冠軍的控制權。美國冠軍頭銜成為了次要的冠軍項目。1988年11月，泰德·透納收購了中大西洋冠軍摔角，並更名為世界冠軍摔角。之後，NWA美國重量級冠軍繼續被使用，並定位為在世界冠軍之下的次要冠軍項目。1991年1月，世界冠軍摔角脫離了國家摔角聯盟，並以公司的名稱，將冠軍名稱改為WCW美國重量級冠軍。
2001年3月，世界摔角聯盟收購了世界冠軍摔角。作為收購的一部分，WCW美國重量級冠軍成為了世界摔角聯盟的資產。而在整個2001年裡面，隨著「入侵」情節，冠軍名稱更改為WCW美國冠軍。而在強者生存2001，WCW美國冠軍與WWE洲際冠軍合併了：時任WCW美國冠軍Edge擊敗了時任WWE洲際冠軍考驗，成為了新的WWE洲際冠軍，而WCW美國冠軍則停用。
2003年7月，時任WWE SmackDown總經理史蒂芬妮·麥馬漢將WCW美國冠軍恢復並更名為WWE美國冠軍，進而成為SmackDown品牌的次要冠軍項目。而在致命復仇2003，艾迪·葛雷洛擊敗了克里斯·班瓦，成為WWE美國冠軍恢復後的首任冠軍。而在這個動作不久之後，WWE洲際冠軍成為Raw品牌的次要冠軍項目，以與SmackDown品牌有相對應等級的冠軍項目。WWE美國冠軍持續在SmackDown品牌之下，直到2009年4月13日，時任WWE美國冠軍蒙特爾·凡特維斯·波特在2008年世界摔角娛樂選秀被改隸屬於Raw品牌，而WWE美國冠軍也隨之改隸屬於Raw品牌。2011年4月26日，時任WWE美國冠軍席莫斯在2011年世界摔角娛樂選秀被改隸屬於SmackDown品牌，而WWE美國冠軍也隨之改隸屬於SmackDown品牌。5天過後，隸屬於Raw品牌的科菲·京斯頓在極限規則2011擊敗了席莫斯，而WWE美國冠軍也隨之改隸屬於Raw品牌。2011年8月29日，從「Supershows」模式實施了之後，所有的冠軍項目都不在專屬於任何一個品牌，直到2016年開始品牌分家為止。

## 記錄

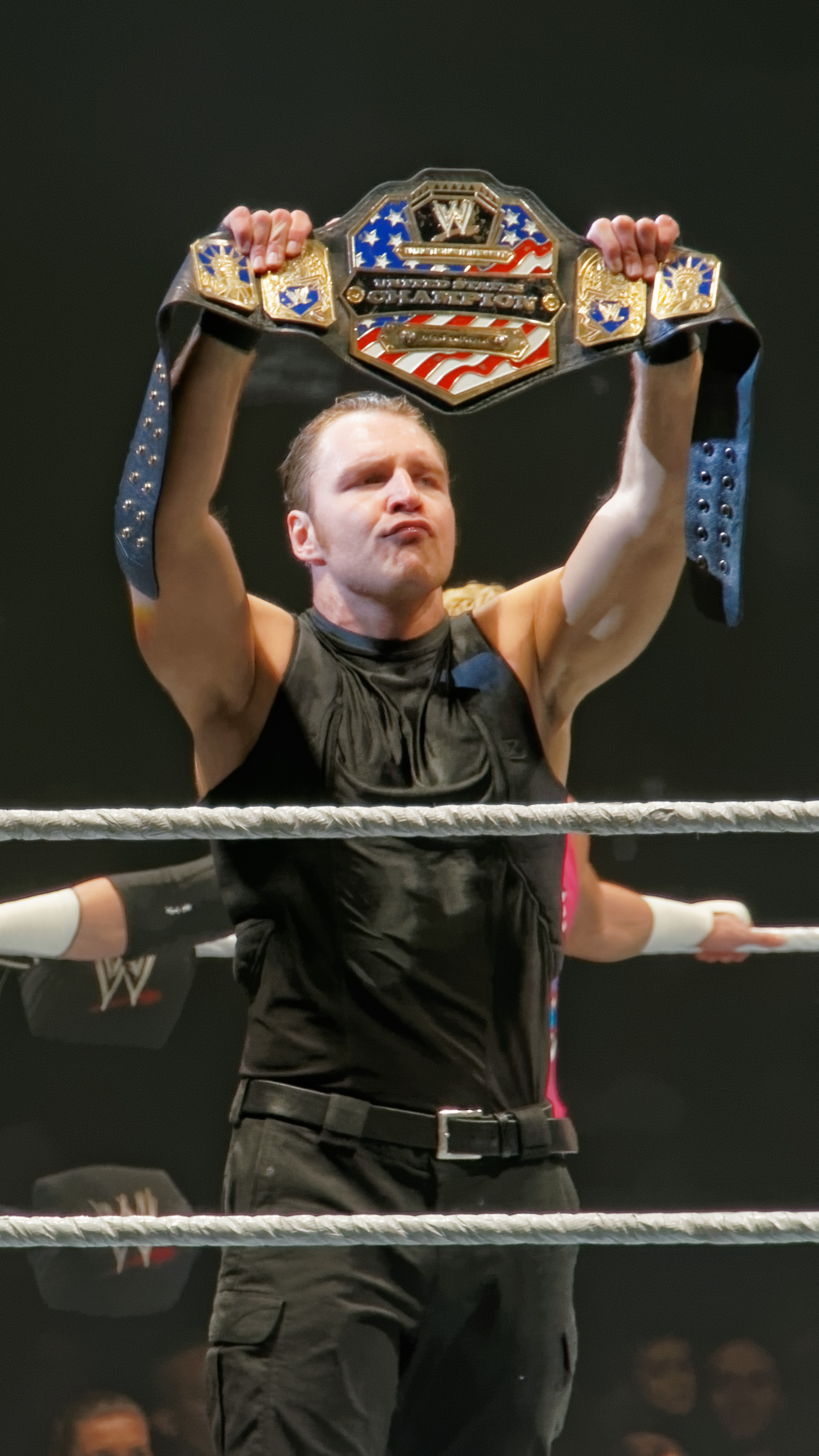
持有351天WWE美國冠軍的迪恩·安布羅斯

WWE美國冠軍的首任冠軍，是1975年獲勝的哈利·瑞斯，而曾有78位選手成為WWE美國冠軍。WWE美國冠軍的最長連任時間保持人是萊克斯·魯格，其記錄從1989年5月22日到1990年10月27日，共計523天。萊克斯·魯格亦是WWE美國冠軍總計連任最長時間的保持人，共計948天。WWE美國冠軍的最短連任時間保持人是冷石·史蒂夫·奧斯汀，其記錄為5分鐘。WWE美國冠軍的最年長冠軍王者是56歲的泰瑞·放克，最年輕冠軍王者是20歲的大衛·福萊爾。WWE美國冠軍的最多勝利次數保持人是布雷特·哈特、瑞克·福萊爾、克里斯·班瓦、萊克斯·魯格和媧滸·麥丹尼爾，其記錄為5次；其實瑞克·福萊爾衛冕過6次、但是其中一次衛冕沒有官方紀錄。

## 外部連結
- NWA美國重量級冠軍歷史
- WCW / WWE美國冠軍官方歷史 （页面存档备份，存于）